# الگونا (واشینگتن)
الگونا (به انگلیسی: Algona) شهری در شهرستان کینگ، واشینگتن ایالت واشنگتن است که در سرشماری سال ۲۰۱۰ میلادی، ۳۰۱۴ نفر جمعیت داشته است.